# 貝雷斯蒂夫卡 (羅夫諾州)
51°24′7″N 26°1′49″E / 51.40194°N 26.03028°E
贝雷斯蒂夫卡（烏克蘭語：Берестівка），是烏克蘭的村落，位於該國西北部羅夫諾州，由瓦拉什区弗拉基米列茨市镇負責管轄，始建於1855年，面積15.7平方公里，海拔高度170米，2001年人口1,006，人口密度每平方公里55.6人。